# 李公蘊
李太祖（越南语：／；974年3月8日—1028年3月31日），諱李公蘊（越南语：／），是越南李朝的開國君主，1009年至1028年在位。年號順天，廟號太祖，諡號神武皇帝（越南语：／），葬於壽陵。

## 生平

### 來歷之謎
根據《大越史記全書》等越南史料記載，李公蘊籍貫北江古法州亭榜村（今越南北寧省慈山市亭榜坊），時至今日亭榜村中依然保存著李氏祖墳和家祠。但是，李公蘊出生時的具體狀況在越南史書中沒有明確的記載。越南民間傳說李公蘊沒有父親，其母范氏遊蕉山時，夢見與神人交合，隨後便生下了李公蘊。李公蘊三歲的時候，范氏將其送到古法寺的法師李慶文處當養子。
越南的正史《大越史記全書》則僅僅記載李公蘊在繼位後追封生父為顯慶王，並沒有對其生父有更多的記載。
然而根據現代中國學者的考證，李公蘊出生於中國泉州。在北宋沈括寫的《夢溪筆談》中記載，越南皇帝李公蘊是閩南人。而在泉州晉江縣安海鎮發現的一本名叫《李莊𤆬內李氏房譜》的李氏家譜中則記載，李公蘊是李淳安的次子，字兆衍，生於北宋雍熙元年正月十四日（984年2月18日），卒於天聖六年十月十八日（1028年11月7日），幼年時隨李淳安前往安南做生意；而長兄李公藻則被留在安海的李家莊中蔡鄉，成為當地李姓始祖。華僑大學華人研究所李天錫教授，結合《宋史》和《元史》考證後認為，李公蘊和陳朝的開國皇帝陳煚都是來自泉州安海的華僑。
此外，也有學者認為李公蘊是唐太宗之子曹王李明之後裔。

### 出仕前黎朝
李公蘊聰明好學，而且器宇軒昂。在他年幼的時候曾經遊學於六祖寺。僧人萬行見了李公蘊後，認為李公蘊是非凡之人，異日必然是一位治世明君。
李公蘊長大了以後並沒有像別人一樣去種田經商，而是喜歡涉獵經史。後來，李公蘊出仕於前黎朝，官拜殿前軍，並娶黎桓之女黎氏佛銀為妻，並被賜姓黎氏。黎桓死後，黎中宗嗣位，但不久黎中宗就被弟弟黎龍鋌殺害。群臣皆四散逃跑，唯獨李公蘊抱著黎中宗的屍體痛哭。黎臥朝帝（黎龍鋌）認為李公蘊是忠臣，任命李公蘊為四廂軍副指揮使，引之為親信。後來又升為左親衛殿前指揮使。
新嗣位的臥朝帝是一位暴虐的君主，他的統治不得人心。黎龍鋌在位期間，古法州延蘊鄉的一顆木棉樹震裂，該鄉的百姓在樹根上發現了一行字：「樹根杳杳，禾刀木落。十八子成，東阿入地，木異再生。震宮見日，兌宮隱星。六七年間，天下太平。」萬行認為「十八子」就是「李」字，其讖寓意著黎氏當亡、李氏當興。萬行還私下找到李公蘊，認為他必然成為未來的君主。李公蘊害怕被臥朝帝知道，派遣兄長將萬行藏在了蕉山。臥朝帝知道了這個讖語，並開始誅殺身邊的李姓大臣。但臥朝帝信任李公蘊，李公蘊得以倖免於難。
經過了這件事後，李公蘊起了篡奪皇位之心，秘密培養自己的黨羽，並深得人心。

### 平定內亂、建立李朝
1009年，臥朝皇帝駕崩。皇太子黎龍乍年方十歲，臥朝帝的兩個弟弟黎明昶、黎明提（黎龍鍉）起兵爭奪皇位。時任左親衛殿前指揮使的李公蘊與右殿前指揮使阮低各率龍兵五百人，以保衛宮殿為名進入皇宮。祗候陶甘沐知道李公蘊覬覦皇位已久，勸其受禪稱帝。李公蘊最初懷疑是個陰謀，威脅要將陶甘沐逮捕；但最終在陶甘沐的勸說下決定奪取皇位。在陶甘沐和萬行的策劃下，李公蘊率兵殺死了黎明昶、黎明提，順利篡奪皇位，恢復原姓李，建立李朝。次年改元順天，群臣上尊號奉天至理應運自在聖明龍見睿文英武崇仁廣孝天下太平欽明光宅章明萬邦顯應符感威震藩蠻睿謀神功聖治則天道政皇帝。追封生父為顯慶王，生母為明德太后。

### 在位期間的事蹟

#### 遷都昇龍
李公蘊即位後不久，就下令將都城從華閭遷到了大羅城。根據《大越史記全書》的記載，李公蘊乘龍舟來到大羅城下之時，忽然在龍舟旁邊出現了一條黃龍。群臣認為是大吉之兆，李公蘊遂將大羅城改名為昇龍城，大規模修建宮殿。又改古法州為天德府，北江為天德江，華閭為長安府。又在天德府修建宗廟，是為李八帝廟。

#### 內政改革
前黎朝施行暴虐的軍事統治，嚴刑酷法，致使民眾十分不滿。李公蘊即位後一改前朝皇帝的作風，即位當年即下令焚毀前黎朝的殘酷刑具，此舉使他得到了民心。
在稅收問題上，李公蘊於1013年制定了潭池田土之稅、桑洲錢谷之稅、山源藩鎮產物之稅、關隘譏察鹼鹽之稅、蠻獠犀象香料之稅、源頭木條花果之稅。由各公主掌管徵收這些稅收。

#### 外交政策
李公蘊即位之初，一反前黎朝的主動侵略政策，在對外政策上主張和平。李公蘊在剛即位後不久便釋放了被黎臥朝帝俘虜的芒族人，厚賜他們並且放回故鄉。然而在此之後安南又開始轉入攻勢。
李公蘊在1010年派遣使者向北宋請求冊封，被宋真宗冊封為交趾郡王領靜海節度使。 此後，李公蘊又多次遣使出使北宋。1016年，李公蘊又被宋朝加封為南平王。
1022年，李公蘊命令其子翊聖王討伐大元曆。

#### 軍事政策
前黎朝時期，安南全國分為十道，各道都由武將管理。這使地方的勢力非常大，各道的將軍擁兵自重。李公蘊即位後，將全國分為二十四個路，路之下設置州、府、鄉、社等行政機構。他還模仿中國的地方行政制度，將各個路的長官稱為知府，由朝廷委派的文官擔任。而對於芒族聚居地的愛州、驩州，李公蘊在那裡設置寨，施行與內地完全不同的軍事統治，這是因為芒族經常反對朝廷統治的緣故。李公蘊對於國內的芒族叛亂毫不手軟。1011年，李公蘊率兵平定了莒隆的芒族叛亂，俘獲其首領並焚毀其部落的駐地。
與此同時，李公蘊冊封其諸子為王，並讓他們長期帶兵出征。

#### 宗教政策
由於李公蘊是僧人出身，極為篤信佛教，因此在其在位期間極力推行佛教。佛教僧侶在當時擁有非常高的社會地位。擁立李公蘊有功的僧人萬行被冊封為國師，執掌朝政。此後，不少參與朝政的僧人獲得了大量的封地。
李公蘊在建造昇龍城的時候，在城外修建了許多寺院。還發放官府的銀兩給寺院鑄造大鐘。他多次親自為僧人剃度，1019年，李公蘊甚至下達全國百姓剃度為僧的詔書。每次遣使出使北宋，都要從北宋帶回大量的三藏經。

### 逝世
1028年，李公蘊在昇龍的龍安殿逝世。群臣來到皇太子李佛瑪居住的龍德宮，準備根據遺詔讓李佛瑪即位。李公蘊的其他三個兒子東征王、翊聖王、武德王聽說此事後，各率家兵入禁城，埋伏於慶福門內，準備在李佛瑪經過的時候將其刺殺。但李佛瑪卻從祥符門入宮，幸運地躲過了這一劫。隨即李佛瑪發現了三王的陰謀，派遣黎奉曉前去征討，殺武德王，擒東征王、翊聖王。李佛瑪順利繼承了皇位，是為李太宗。

## 家族
- 生父：顯慶王[4]
- 生母：明德太后范氏[4][3]
- 養父：李慶文[3]

- 兄：武威王[16]李某

### 皇后
- 共九名：
  - 黎氏佛銀（黎桓之女），1009年立六位皇后，黎氏佛銀作为嫡夫人为立教皇后，為正宮皇后，徽號贞明皇后[17]
  - 佐國皇后，1016年再立三位皇后之一[13]
  - 立元皇后，1016年再立三位皇后之一[13]
  - ，1016年再立三位皇后之一，与第一任立教皇后黎氏佛銀不是同一人 [13]
  - 其餘失名

### 子女
- 六子十三女：
  - 子：

1. 開天王 皇太子 李太宗 李佛瑪（又名李德政，黎氏佛銀所生，後為李朝第二代皇帝）[12]
2. 開國王 李菩[12]
3. 東征王 李力[13][c]
4. 翊聖王[c]
5. 武德王[c]
6. 威明王李晃（李日㫕，黎氏佛銀所生，《粵甸幽靈集》中有其事蹟的傳說）

- - 女：

1. 安國公主（嫁義信侯陶甘沐）[16]

（其餘的稱號不詳與失名）

## 後世紀念
- 李公蘊所開創的李朝是越南歷史上最鼎盛的王朝，因此越南人十分尊崇李公蘊。今越南首都河內有一條街被命名為「李太祖坊」，海陽省海陽市也有一條「李公蘊路」。
- 2010年越南舉行河內建城千年慶典時，與中國合拍了一部名叫「李公蘊：到昇龍城之路」的電視劇。但由於劇中的於中國取景，與中國過於相像，最終未能如期上映，押後到翌年才可上映。
- 2011年8月，越南從俄羅斯購入兩艘導彈驅逐艦以防衛中國，分別命名為「李太祖」號和「丁先皇」號。

## 影視形象
| 演員                  | 影視作品                           |
| 范进禄 刘成达（少年） | 《李公蘊：到昇龍城之路》（电视剧） |
| Quách Ngọc Ngoan      | 《昇龍渴望》（电影）               |

### 引用
1. 1 2  此尊號見《大越史記全書》。《越史略》中“章明”作“昭彰”，“藩蠻”作“蕃蠻”。
2. 1 2 3  《越南史略》第三卷第四章
3. 1 2 3 4  《大越史記全書》207頁
4. 1 2 3 4 5 6  《大越史記全書》202~203頁
5. ↑  , 《华侨华人历史研究》 (01期), 2002年, (01期): 56–61  [2018-03-02], （原始内容存档于2021-02-08）
6. ↑  （简体中文） 千年前泉州人李公蕴越南当皇帝 越南史上重要人物之一 （页面存档备份，存于）
7. ↑  （简体中文） 两安海人曾是安南皇帝 有关专家考证李公蕴、陈日煚籍属晋江安海 （页面存档备份，存于）
8. ↑  Lynn Pan. . Harvard University Press. 1999: 228. ISBN 0674252101.
9. 1 2 3 4 5 6  《越南通史》，郭振鐸、張笑梅主編，第四編第九章第一節
10. 1 2  《大越史記全書》198頁
11. 1 2 3 4 5 6 7 8  《大越史記全書》208~209頁
12. 1 2 3  《大越史記全書》210~211頁
13. 1 2 3 4 5 6  《大越史記全書》212~213頁
14. ↑  《大越史記全書》214~215頁
15. ↑  《大越史記全書》216~217頁
16. 1 2  《大越史記全書》204頁
17. ↑  .   [2008-06-02]. （原始内容存档于2016-03-04）.

### 书目
- 《欽定越史通鑑綱目》
- 《校合本 大越史記全書》（全三冊），陳荊和 編校，
- 《宋史·卷四百八十八·列傳第二百四十七·外國四·交阯 （页面存档备份，存于）》
- 《越南歷史》（Lịch Sử Việt Nam），北京人民出版社1977年出版。編著：越南社會科學委員會（越南科學出版社1972年版），翻譯：北京大學東語系越南語教研室（1976年3月）
- 《越南史略》（中文版譯名為《越南通史》），陳仲金 著，戴可來 譯。商務印書館1992年出版
- 《越南通史》，郭振鐸、張笑梅 編著，中國人民大學出版社2001年出版。ISBN 978-7-300-03402-7
- 《續資治通鑑長編·卷七十三 （页面存档备份，存于）》

## 外部連結
- .   [2008-06-02]. （原始内容存档于2016-03-04）. （越南文）（中文）
- .   [2008-06-02]. （原始内容存档于2008-10-12）. （中文）

| 太祖皇帝李公蘊 |                               |               |
| 前任： 黎龍鋌  | 大瞿越帝國皇帝 1009年－1028年 | 繼任： 李太宗 |
| 李朝建立       | 越南李朝皇帝 1009年－1028年   | 繼任： 李太宗 |